# حمسية
حَمَسَيَة أو سلحافاوات المياه العذبة (الاسم العلمي: Emydinae)، فُصيلة سلاحف من فصيلة الحمسيات. تشتمل على أربعة أجناس وعشرة أنواع.

### فَهرَسَةُ الكُتُب
- Bickham، John؛ Parham، James؛ Philippen، Hans-Dieter؛ Rhodin، Andres؛ Shaffer، Bradley؛ Spinks، Phillip؛ Van Dijk، Peter Paul (2007). "Turtle Taxonomy: Methodology, Recommendations, and Guidelines" (PDF). Chelonian Research Monographs: 73–84. مؤرشف من الأصل (PDF) في 2010-06-10. اطلع عليه بتاريخ 2010-11-27.